# Berenice (racconto)
Berenice è un racconto dell'orrore scritto da Edgar Allan Poe e pubblicato per la prima volta nel 1835. La storia è quella di un uomo di nome Egaeus che s'appresta a sposare la cugina Berenice; egli ha la tendenza a cadere in periodi d'intensa concentrazione durante i quali sembra separarsi del tutto dal mondo esterno, mentre la giovane donna inizia pian piano a deteriorarsi colpita da un male sconosciuto.

## Trama
Il narratore Egaeus è un giovane intellettuale cresciuto assieme con la cugina Berenice, una ragazza spensierata e vivace, in una grande villa; soffre di un tipo di disturbo ossessivo, una monomania che lo porta a fissarsi su determinati oggetti. Ben presto però lei viene colpita da un male che la porta a un lento ma inesorabile declino fisico e spirituale, con periodi brevi quanto intensi di catalessi che la fanno entrare come in uno stato di trance.
Anche Egaeus accusa il colpo: da quel giorno le sue facoltà speculative s'indeboliscono, trascorre molte ore ad osservare particolari insulsi, perdendo giornate intere. Nonostante tutto decidono di sposarsi, sebbene non si siano mai ancora apertamente dichiarati. Un pomeriggio mentr'egli si trova in biblioteca gli appare Berenice: i suoi capelli da neri si sono trasformati in biondo rossiccio e il sorriso mette in mostra una dentatura inquietantemente perfetta. Quando lei sorride Egaeus si concentra sui denti, e questo pensiero diventa subito un'ossessione.
Egaeus si convince che i denti della cugina sono in realtà le sue idee (cioè di Berenice, in questo caso oggetti tangibili come i denti vengono trasformati in qualcosa di astratto come le idee), e che solo possedendoli riuscirà a riconquistare la propria lucidità. La cugina nel frattempo muore e con l'aiuto di un servitore viene seppellita.
Ad un tratto Egaeus si risveglia nella biblioteca come se fosse uscito da un sogno tormentato di cui però non pare ricordare nulla. Un altro domestico entra riferendogli del sepolcro violato della cugina; gli fa inoltre notare una vanga sporca, macchie di fango nel suo vestito ed una scatola sul tavolo che cade per terra sparpagliando i 32 denti di Berenice. In realtà la giovane donna, entrata in catalessi dopo aver avuto un attacco di epilessia, era stata seppellita viva ed in seguito, come auspicato nelle sue fantasticherie, Egaeus le aveva sottratto la dentatura.

## Temi trattati
Diversi sono i temi, ripetuti spesso nelle opere di Poe, che si ritrovano anche in questo racconto.
1. La morte di una bella donna nel fiore degli anni (vedi anche Ligeia, Morella (racconto), Il ritratto ovale, Il corvo, Annabel Lee, infine nel suo saggio La filosofia della composizione).
2. L'esser sepolti vivi (vedi anche Il barile di Amontillado, La caduta della casa Usher, Il cuore rivelatore, Il sistema del dott. Catrame e del prof. Piuma), derivante da morte apparente o catalessi (vedi La sepoltura prematura).
3. Una qualche forma di malattia psicologica.
4. I denti vengono utilizzati simbolicamente in molti dei racconti dell'autore a rappresentar la condizione di mortalità caratteristica dell'esser umano (vi è la disgustosa dentatura del cavallo in Metzengerstein; le labbra che si contorcono sui denti dell'uomo ipnotizzato ne La verità sul caso di Mr. Valdemar; infine il suono stridente dei denti in Hop-Frog).

Lo scrittore, realmente, sposò una cugina, Virginia Eliza Clemm, più piccola di lui di circa tredici anni e la prematura morte di tubercolosi di questa nel 1847 segnò ancor di più la sua difficile esistenza. La moglie e la sua triste vicenda ha, quindi, ispirato molte delle opere dello scrittore.
Il nome di Berenice, che significa "portatrice di vittoria", proviene da una poesia di Callimaco: nel poema ella promette di donare i propri meravigliosi capelli alla dea Afrodite se il marito fosse tornato sano e salvo dalla guerra. Egaeus può derivare da Egeo, leggendario re di Atene e padre di Teseo, che s'era suicidato gettandosi da una rupe quando aveva creduto che il figlio fosse stato ucciso dal Minotauro.